# Larry Angulo
Larry Johan Angulo Riascos (Cali, Valle del Cauca, Colombia, 10 de agosto de 1995) es un futbolista colombiano. Juega de centrocampista y actualmente está sin equipo

## Clubes
| Club                     | País       | Año           |
| ------------------------ | ---------- | ------------- |
| Deportivo Pasto          | Colombia   | 2014          |
| Figueirense              | Brasil     | 2015-2016     |
| Patriotas Boyacá         | Colombia   | 2017-2018     |
| Independiente Medellín   | Colombia   | 2018-2022     |
| La Equidad (cedido)      | Colombia   | 2021          |
| América de Cali (cedido) | Colombia   | 2021-2022     |
| Deportivo Pereira        | Colombia   | 2023          |
| Always Ready             | Bolivia    | 2024          |
| Alajuelense              | Costa Rica | 2024-presente |

## Palmarés

### Títulos nacionales
| Título               | Club                   | País       | Año  |
| -------------------- | ---------------------- | ---------- | ---- |
| Copa Colombia        | Independiente Medellín | Colombia   | 2019 |
| Recopa de Costa Rica | Alajuelense            | Costa Rica | 2024 |

### Títulos internacionales
| Título                           | Club        | País       | Año  |
| -------------------------------- | ----------- | ---------- | ---- |
| Copa Centroamericana de Concacaf | Alajuelense | Costa Rica | 2024 |